# Ricardo Ippel
Ricardo Ippel (Hank, 31 augustus 1990) is een voormalig Nederlands profvoetballer die doorgaans als middenvelder speelt. Anno 2021 speelt Ippel op amateurniveau bij De Treffers.

## Carrière
Ippel begon met voetballen bij Be Ready in Hank. Van daaruit werd hij opgenomen in de jeugdopleiding van Willem II. In 2009 maakte hij zijn debuut in het eerste elftal daarvan, in een benefietwedstrijd tegen het nationale team van Sierra Leone. Deze wedstrijd stond in het kader van het goede doel van toenmalig Willem II'er Ibrahim Kargbo, die bij beide teams een helft meespeelde. De wedstrijd eindigde in 1–1. Ippel maakte de gelijkmaker voor Willem II.
Vanaf het seizoen 2010/11 was Ippel in het bezit van een profcontract bij 'de Tricolores'. Vanaf de start van de voorbereiding was hij een basiskracht in de eerste selectie. Op zaterdag 11 september 2010 maakte Ippel zijn officiële debuut in het betaald voetbal. In een uitwedstrijd tegen Ajax (2–0 nederlaag) kwam hij in de Amsterdam ArenA na 79 minuten in het veld voor Andreas Lasnik.
Na in zijn eerste seizoen vijftien wedstrijden in de Eredivisie te hebben gespeeld, miste Ippel het grootste deel van zijn tweede jaar door een blessure die hij opliep in de voorbereiding. Hij speelde in het seizoen 2011/12 twee wedstrijden. Wel keerde hij met zijn club na één jaar afwezigheid terug in de hoogste divisie in het Nederlands voetbal. Ippel kwam nu wel geregeld aan spelen toe. Er volgde opnieuw degradatie, waarna hij in het daaropvolgende jaar als basisspeler weer promoveerde met Willem II. Tijdens zijn derde jaar in de Eredivisie deed toenmalig coach Jurgen Streppel acht keer een beroep op hem.
Ippel tekende in juli 2015 een contract tot medio 2018 bij MVV Maastricht, de nummer elf van de Eerste divisie in het voorgaande seizoen. waarna Ippel in 2019 zijn contract niet verlengde bij MVV. Hij vervolgde zijn loopbaan bij Lommel SK. Op 5 oktober 2020 werd zijn contract ontbonden. In maart 2021 verbond hij zich aan De Treffers dat uitkomt in de Tweede divisie

## Clubstatistieken
| seizoen     | club        | land        | competitie     | wedstrijden | doelpunten |
| ----------- | ----------- | ----------- | -------------- | ----------- | ---------- |
| 2010/11     | Willem II   | Nederland   | Eredivisie     | 15          | 0          |
| 2011/12     | Willem II   | Nederland   | Eerste divisie | 2           | 0          |
| 2012/13     | Willem II   | Nederland   | Eredivisie     | 20          | 2          |
| 2013/14     | Willem II   | Nederland   | Eerste divisie | 35          | 0          |
| 2014/15     | Willem II   | Nederland   | Eredivisie     | 8           | 0          |
| 2015/16     | MVV         | Nederland   | Eerste divisie | 33          | 0          |
| 2016/17     | MVV         | Nederland   | Eerste divisie | 33          | 2          |
| 2017/18     | MVV         | Nederland   | Eerste divisie | 9           | 0          |
| 2018/19     | MVV         | Nederland   | Eerste divisie | 33          | 0          |
| 2019/20     | Lommel SK   | België      | Eerste Klasse  | 18          | 0          |
| 2020/21     | Lommel SK   | België      | Eerste Klasse  | 1           | 0          |
| Club totaal | Club totaal | Club totaal | Club totaal    | 217         | 4          |

Bijgewerkt tot/en met 14 juli 2021.